# Řehlovice
Řehlovice (en allemand : Groß Tschochau) est une commune du district et de la région d'Ústí nad Labem, en Tchéquie. Sa population s'élevait à 1 449 habitants en 2021.

## Géographie
Řehlovice se trouve à 10 km au sud-ouest d'Ústí nad Labem et à 69 km au nord-ouest de Prague.

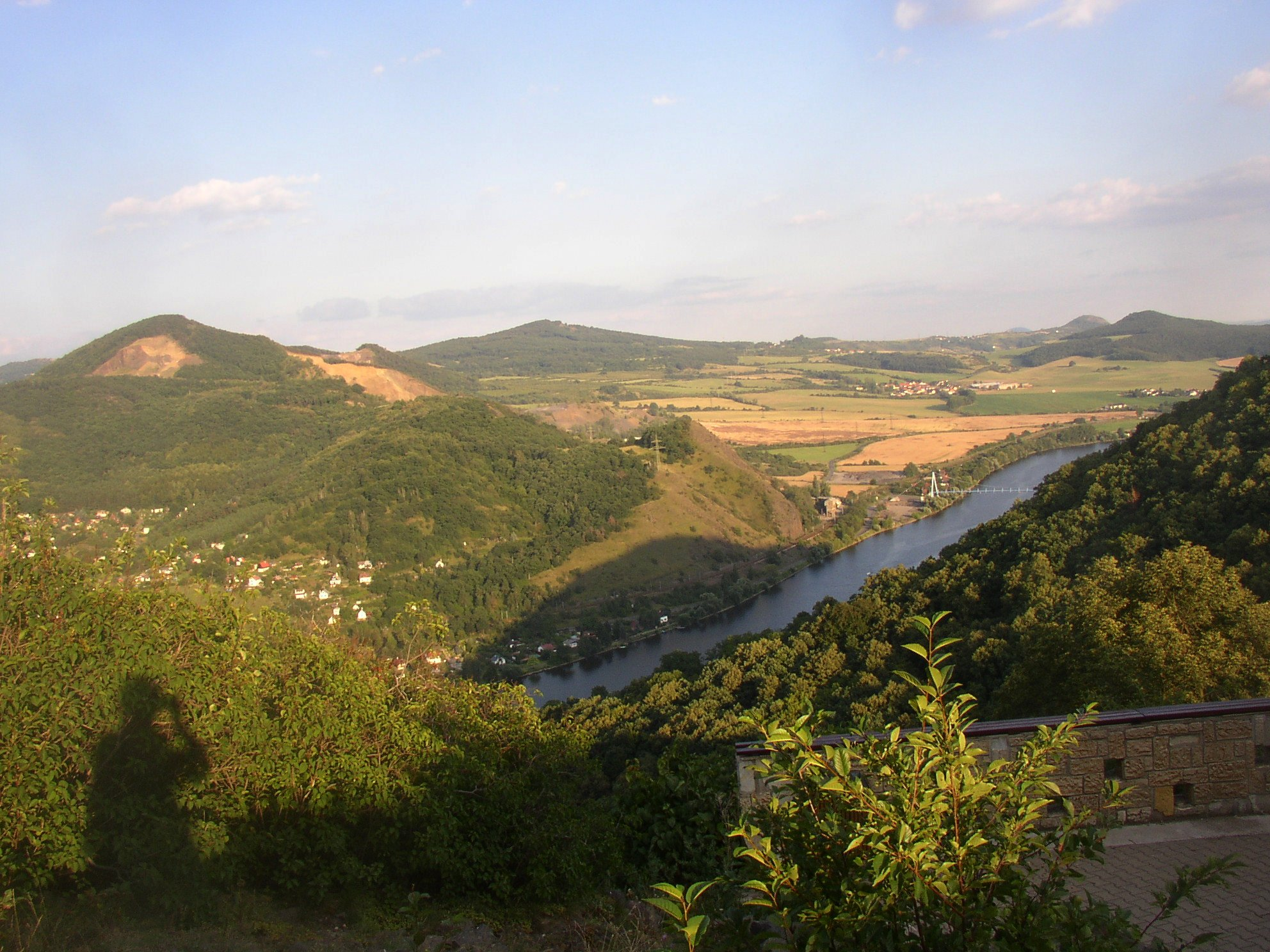
Vue générale.

La commune est composée de deux sections séparées par Habrovany. La section principale est limitée par Chabařovice et Ústí nad Labem au nord, par Trmice, Stebno et Habrovany à l'est, par Žim et Bořislav au sud, et par Rtyně nad Bílinou et Modlany à l'ouest.

## Histoire
La première mention écrite du village date de 1328.

## Transports
Par la route, Řehlovice se trouve à 11 km d'Ústí nad Labem et à 81 km de Prague.